# Rick & Renner Vol. 2
Rick & Renner Vol. 2 é o segundo álbum da dupla sertaneja brasileira Rick & Renner, lançado em 1994 pela gravadora Continental e produzido pelo maestro Eduardo Lages (que foi pianista no álbum Acústico - 10 Anos de Sucesso da dupla).

## Faixas
| N.º            | Título                    | Compositor(es)           | Duração |  |
| 1.             | "Cara Metade"             | Tivas / Rocky            | 4:26    |  |
| 2.             | "Outra Chance Nunca Mais" | Zezé Di Camargo          | 4:25    |  |
| 3.             | "Doido De Amor"           | Elias Muniz              | 4:13    |  |
| 4.             | "Transar Solidão"         | Rick / João Paulo        | 3:48    |  |
| 5.             | "Uma Briga À Tôa"         | Elias Muniz              | 3:45    |  |
| 6.             | "Mais Que Paixão"         | Rick                     | 3:23    |  |
| 7.             | "Quem Será?"              | Rick / Renner            | 4:19    |  |
| 8.             | "Eu Quero Outra Vez"      | Rick / João Paulo        | 3:22    |  |
| 9.             | "Amor Com Você"           | Rick / Renner            | 4:14    |  |
| 10.            | "Sou Eu"                  | Rick / João Paulo        | 3:42    |  |
| 11.            | "Sem Se Amar"             | Carlos Randall / Danimar | 3:59    |  |
| 12.            | "Sai Da Minha Vida"       | Rick / João Paulo        | 4:38    |  |
| Duração total: | Duração total:            | Duração total:           | 48:14   |  |

## Curiosidades
- A música "Sem Se Amar" foi gravada também em 1994 pela dupla Zezé Di Camargo & Luciano, com o título de "A Gente Fica Sem Se Amar". Porém há uma pequena diferença no refrão de ambas as versões, enquanto Rick e Renner cantam na segunda pessoa (eu não te ligo, também não me liga), Zezé e Luciano cantam na terceira pessoa (Não ligo pra ela e ela não liga), além do tom da música que é 1 1/2 de diferença.